# Tournoi britannique de rugby à XV 1899
Navigation
Tournoi 1898 Tournoi 1900
Le tournoi britannique de rugby à XV 1899, joué du 7 janvier au 18 mars 1899, est remporté par l'Irlande qui obtient sa deuxième Triple couronne après celle gagnée en 1894. À cette occasion, elle rejoint l'Angleterre et l'Écosse en tant que triple vainqueure seule de l'épreuve : l'Angleterre en 1882-83, 1884 et 1892 (avec à chaque fois une Triple couronne) ; l'Écosse en 1887, 1891 et 1895 (avec deux Triples couronnes en 1891 et 1895) et donc l'Irlande en 1894, 1896 et 1899 (Triples couronnes en 1894 et 1899).

## Classement
L'Irlande, gagnante de ses trois matches, remporte sa seconde Triple couronne :
| Rang | Nations        | J | V | N | D | PP | PC | Δ   | Pts |
| ---- | -------------- | - | - | - | - | -- | -- | --- | --- |
| 1    | Irlande (T)    | 3 | 3 | 0 | 0 | 18 | 3  | +15 | 6   |
| 2    | Écosse         | 3 | 2 | 0 | 1 | 29 | 19 | +10 | 4   |
| 3    | Pays de Galles | 3 | 1 | 0 | 2 | 36 | 27 | +9  | 2   |
| 4    | Angleterre     | 3 | 0 | 0 | 3 | 3  | 37 | -34 | 0   |

- Barème des points de classement (Pts) :
2 points pour une victoire, 1 point en cas de match nul, rien pour une défaite.
- Meilleure attaque : le pays de Galles qui ne termine que troisième.
- Meilleures défense et différence de points : l'Irlande qui remporte la compétition.

## Résultats
| 7 janvier 1899 St. Helen's, Swansea             | Pays de Galles | 26 - 3  | Angleterre     |
| 4 février 1899 Lansdowne Road, Dublin           | Irlande        | 06 - 0  | Angleterre     |
| 18 février 1899 Stade d'Inverleith, Édimbourg   | Écosse         | 03 - 9  | Irlande        |
| 4 mars 1899 Stade d'Inverleith, Édimbourg       | Écosse         | 21 - 10 | Pays de Galles |
| 11 mars 1899 Rectory Field, Blackheath, Londres | Angleterre     | 00 - 5  | Écosse         |
| 18 mars 1899 Arms Park, Cardiff                 | Pays de Galles | 00 - 3  | Irlande        |